# 耶魯大學全球化研究中心
耶魯大學全球化研究中心，或称为 YCSG，是耶魯大學位于康涅狄格州的纽黑文市的一所研究中心。

## 历史
建成于2001年，旨在'丰富关于全球化对于大学的讨论和促进耶鲁和政治世界的思想交流。其当前主管是埃內斯托·柴迪洛（Ernesto Zedillo），前墨西哥总统，就任于1994年12月1日至2000年11月30日期间。
它当前的主办者有，威廉-亨利-德雷珀三世（William Henry Draper III），William and Flora Hewlett基金会，和John D. and Catherine T. MacArthur基金会。